# Abbattimento dell'Ilyushin Il-76 dell'Aeronautica militare ucraina del 2014
Il 14 giugno 2014, un Ilyushin Il-76 della 25ª Brigata aviotrasportata dell'Aeronautica militare ucraina venne abbattuto dalle forze dei separatisti della Repubblica Popolare di Lugansk sostenuti dalla Russia mentre era in fase di atterraggio all'aeroporto Internazionale di Luhans'k, in Ucraina, durante la fase iniziale della guerra del Donbass. L'aereo trasportava truppe e attrezzature; tutte le 49 persone a bordo sono rimaste uccise.

## L'aereo
Il velivolo era un Ilyushin Il-76MD dell'aeronautica militare ucraina, immatricolato 76777, numero di serie del costruttore 0083482490. L'aereo aveva volato per la prima volta nel 1988.
Originariamente operato dall'Aeroflot come CCCP-76777, l'aereo prestò successivamente servizio presso le Forze aeree ucraine, l'Azov-Azia Aircompany e l'Avilond TAC come UR-76777 prima di venire acquisito dalla Payam Air e registrato EP-TPY. La prevista acquisizione da parte dell'ATI Aircompany non andò in porto e l'aereo venne riacquistato dalle Forze aeree ucraine.

## L'abbattimento
L'aereo trasportava attrezzature militari e 40 soldati, oltre a un equipaggio di nove persone. Stava atterrando all'aeroporto Internazionale di Luhans'k quando finì sotto il fuoco della contraerea. Secondo il Ministero della Difesa ucraino era stata usata una mitragliatrice pesante per sparare contro il velivolo. Secondo la Procura ucraina, l'aereo era invece abbattuto da un sistema di difesa aerea portatile. Il velivolo precipitò poi alle 00:51 ora locale (21:51 del 13 giugno, UTC) vicino al villaggio di Krasne; tutte le 49 persone a bordo rimasero uccise. Il Ministero della Difesa ucraino incolpò i separatisti filorussi per la perdita dell'aereo e delle truppe. Il velivolo trasportava 40 paracadutisti della 25ª Brigata aviotrasportata "Sičeslav" oltre all'equipaggio.
Un analista militare con sede a Kiev riferì che due tubi di lancio vuoti per missili Igla erano stati trovati vicino all'aeroporto di Luhans'k. Vladimir Inogorodskij, portavoce della Repubblica Popolare di Doneck, confermò che erano stati utilizzati missili Igla. Una settimana prima dell'abbattimento dell'aereo, i separatisti avevano dichiarato che non avrebbero permesso altri voli nell'aeroporto.
L'incidente è stata la peggiore perdita subita dall'esercito ucraino in un singolo evento dall'inizio del conflitto filorusso nel febbraio 2014. È stato anche il quarto più letale che ha coinvolto un Il-76 e il decimo peggior incidente aereo in Ucraina.
Il 17 giugno, il capo della Repubblica Popolare di Luhans'k (LPR) Valerij Bolotov annunciò che gli investigatori della LPR non erano riusciti a trovare né armamenti né parti del corpo di soldati sul luogo dell'incidente. Bolotov ipotizzò che l'aereo fosse vuoto e destinato a trasportare i corpi dei soldati uccisi in azione, ribadendo che i ribelli avevano abbattuto l'aereo.
Il 7 ottobre 2017, il Servizio di sicurezza dell'Ucraina affermò di aver accertato il coinvolgimento del gruppo Wagner nell'abbattimento dell'Il-76.
Il 14 giugno 2019, in occasione del quinto anniversario dell'abbattimento dell'aereo, il Servizio di sicurezza dell'Ucraina ha riferito che i suoi investigatori avevano stabilito anche il coinvolgimento diretto del tenente generale delle Forze armate della Federazione russa Evgenij Nikiforov, che aveva ordinato a Dmitrij Utkin del gruppo Wagner di distruggere l'aereo.

## Reazioni
Il presidente ucraino Petro Porošenko minacciò i separatisti con una "risposta adeguata" e dichiarò il 15 giugno giorno di lutto nazionale. In una riunione di emergenza, Porošenko rimproverò il capo del servizio di sicurezza SBU del Paese per le "omissioni" nella protezione dell'aereo. Chiese "un'analisi dettagliata delle ragioni" del fallimento e indicò come potessero essere istituiti dei cambiamenti nel personale. Il ministro della Difesa ucraino ad interim Mykhaylo Koval annunciò che era stata presa la decisione di sollevare il capo di stato maggiore delle forze armate ucraine dalle sue funzioni per il periodo delle indagini sull'incidente.
Nel marzo 2017, un tribunale ucraino ha condannato il generale maggiore Viktor Nazarov a sette anni di reclusione; la decisione del tribunale affermava che Nazarov aveva ricevuto informazioni sul fatto che l'aereo avrebbe potuto essere stato abbattuto da MANPADS. Il 21 maggio 2021, la Corte di Cassazione penale ha assolto Nazarov.
Durante l'invasione russa dell'Ucraina del 2022, nella battaglia di Vasylkiv, il tenente generale Valerij Zalužnyj e altri sui social media hanno fatto riferimento all'abbattimento dell'Il-76 ucraino del 2014, dopo che erano emerse notizie sull'abbattimento di due Il-76 russi il 26 febbraio 2022. Hanno descritto la distruzione dei due aerei da trasporto russi come "vendetta" per la perdita di tutti gli occupanti dell'Il-76 ucraino.